# Oceaneering International Services
Oceaneering International Services, Inc. (Kurzform „Oceaneering“), ist ein US-amerikanisches Unternehmen zur Exploration untermeerischer Ölfelder mit Sitz in Houston, Texas, und Bezug zur Schweiz. Zu den Geschäftsfeldern gehören Unterwasseraufnahmen und -bergungen.

## Sonstige Aktivitäten
Daneben war das Unternehmen mit Erkundungen an folgenden Objekten befasst:
- Suche nach der Lucona[3]
- Titanic
- Bismarck
- Derbyshire
- Toplitzsee